# Eustachy
Eustachy – imię męskie pochodzenia greckiego, którego znaczenie można objaśnić jako „kwitnący”, „płodny”. Imię to nosił męczennik Eustachy Rzymski, święty Kościoła katolickiego i prawosławnego. 
Jego oboczną formą jest imię Eustachiusz, żeńską formą imienia Eustachia.
Eustachy imieniny obchodzi: 4 lutego, 20 lutego, 8 września, 20 września, 3 października, 12 października, 20 listopada, 28 listopada i 10 grudnia.

## Odpowiedniki w innych językach
- białoruski: Яўстафій, Яўстах
- gruziński: ესტატე, ტატო (Estate, Tato)
- esperanto: Eŭstako[2]
- hiszpański: Eustaquio
- francuski: Eustache
- łacina: Eustachius
- ormiański: Եվստաթեոս (Eustateos)
- rosyjski: Евстафий, Астафий, Евстахий, Остафий, Стахей, Стахий
- ukraiński: Остап, Стах

## Znane osoby noszące imię Eustachy
- Eustachy Chełmicki
- Eustachy Chmielewski
- Eustachy Daszkiewicz
- Eustachy Grenier
- Eustachy Górczyński
- Eustachy Grothus
- Eustaquio Ilundáin y Esteban – hiszpański duchowny katolicki, arcybiskup Sewilli, kardynał
- Eustachy Januszkiewicz
- Eustachy Karp
- Eustachy Kossakowski
- Eustachy Stanisław Kotowicz
- Eustachy Krak
- Eustachy Potocki
- Eustachy Rudziński
- Eustachy Rylski
- Eustachy Erazm Sanguszko
- Eustachy Stanisław Sanguszko
- Eustachy Sapieha
- Eustachy Kajetan Sapieha
- Eustachy Seweryn Sapieha
- Eustachy Tyszkiewicz
- Eustachy Wołłowicz – podkanclerzy litewski, biskup wileński
- Eustachy Żyliński

Postaci fikcyjne:
- Eustachy Scrubb – jeden z bohaterów dziecięcych Opowieści z Narnii
- Eustachy Motyka – jeden z bohaterów kreskówki Chojrak – tchórzliwy pies